# Сономин Лувсангомбо
Сономин Лувсангомбо (монг. Сономын Лувсангомбо; 1924, с. Дорногови, сомона Хатанбулаг Дорноговского (с 1931 года Дорноговь) аймака ) — монгольский государственный, политический и военный деятель, инженер, генерал-полковник Вооруженных сил Монголии, министр общественной безопасности МНР (1982—1984) (ныне Главное разведывательное управление Монголии).

## Биография
Окончил Высшую военную школу в Улан-Баторе, позже учился в Военно-инженерной академии в Советском Союзе. С 1948 по 1956 год служил инструктором, сотрудником отдела снабжения Министерства строительства МНР, затем — главным инженером (1956—1959).
В 1952—1984 годах работал в аппарате премьер-министра Юмжаагийна Цеденбала. С 1971 по 1972 год — председатель (мэр) исполнительного комитета Народного собрания Улан-Батора. В течение десяти лет после этого занимал пост заместителя премьер-министра и председателя Комиссии по строительству и архитектуре МНР.
В 1982 году занял пост министра общественной безопасности МНР. В ноябре 1982 г. обвинил спецслужбы США, Великобритании и Японии в создании центров по сбору разведывательной информации о Монгольской Народной Республике. На празднике, посвящённом монгольской революции в июле 1983 года, критиковал КНР и подчеркнул позицию Монгольской Народной Республики против сверхдержавного шовинизма. Высоко оценил монголо-советское военное сотрудничество. 
С 1984 по 1989 год работал заместителем Председателя Совета Министров, затем ушёл в отставку.
В 1979—1982 годах возглавлял комиссии по межправительственному экономическому соглашению Монголия-Вьетнам, Монголия-Лаос, с 1984 г. — Монголия-Венгрия, Монголия-ГДР. Руководил монгольской секцией Комиссии по научно-техническому сотрудничеству.
С февраля 1982 до 1989 г. был членом Политбюро ЦК Монго́льской наро́дно-революцио́нной па́ртии. Делегат 16, 17, 18 и 19 съездов Монго́льской наро́дно-революцио́нной па́ртии, был членом ЦК партии.
Избирался депутатом Великого Народного Хурала.

## Награды
- Орден Сухэ-Батора
- Орден Полярной звезды
- Орден Красного Знамени
- Орден Трудового Красного Знамени
- Орден «За боевые заслуги»
- медали